# Kirnje
Kirnja je zbirno ime za nekoliko vrsta riba iz porodice Serranidae ili vučice. Osobita je po svojoj veličini, može narasti do 2,5 metara dužine i preko 200 kilograma težine. Najčešće srećemo priopadnike rodova Epinephelus i Mycteroperca.
Jedna je od vrsta riba koje žive u Jadranskom moru, na primjer, kirnja bjelica, kirnja zubuša ili kirnja zlatica. Svaka vrsta kirnje različite je boje i veličine, ali imaju slične prehrambene navike.
No, u Jadranskom moru kirnje su puno manje nego što je uobičajeno u drugim morima. One teže 10-15 kilograma i duge su oko 1 metar. Uz to, one su i pitomije te ih ronioci mogu i "pomilovati" po glavi.
Hrani se uglavnom ribama koje imaju 1 do 2 kilograma, rakovima i jastozima. Hrani se čak i hobotnicama. Kirnja je proždrljiva i vrlo grabežljiva riba, ali nema mnogo zubiju. Nitko ne zna točno tko je ubio Ferdinanda Magellana, ali zna se da je ubijen kopljem na otoku Mactanu. U Filipinima se smatra da je jedna kirnja ubila Ferdinanda Magellana.

## Vrste kirnji
U ovom (nepotpunom) popisu kirnji slijedi i kratka definicija:
- Crna kirnja, Mycteroperca bonaci, crno-siva, dosegne dužinu veću od 150 cm
- Plava kirnja, Epinephelus morrhua, živi u velikim dubinama (80-370 m)
- Koraljna kirnja, Cephalopholis miniata, živih boja
- Malabus kirnja, Epinephelus malabaricus, nešto veća od 1 m, a teška i do 150 kg
- Divovska kirnja, Epinephelus lancelatus, velika 2, 7 metara i teška čak 600 kilograma